# Chrysopa senior
Chrysopa senior is een insect uit de familie van de gaasvliegen (Chrysopidae), die tot de orde netvleugeligen (Neuroptera) behoort. 
Chrysopa senior is voor het eerst wetenschappelijk beschreven door Navás in 1928.